# Marko Tomas
Marko Tomas (Koprivnica, 3. siječnja 1985.) umirovljeni je hrvatski profesionalni košarkaš. Odrastao je i završio osnovnu i srednju školu u Križevcima. Igrao je na poziciji niskog krila, a posljednje je bio član Gaziantep Basketbola. Četiri godine nosio je dres španjolskog velikana Real Madrida, a potom zagrebačke Cibone, Fenerbahce Ulkera, zatim KK Cedevita, TED Ankara Kolejliler.

### KK Zagreb
Karijeru je započeo u mlađim uzrastima KK Radnik (Križevci). Kasnije prešao u Zagreb. U sezoni 2002./03. počeo dobivati prve prilike, kad je i pokazao da će vrlo brzo biti jedan od nositelja igre Zagreba. U sezoni 2003./04. preuzeo jednu od glavnih uloga vođe momčadi s prosjekom od 12,8 koševa i 5,3 skoka po utakmici, a sezonu kasnije nositelj igre Zagreba s 19,6 koševa, 4,4 skoka i 2,3 skoka po utakmici. Bio je jedan od najboljih ako ne i najbolji igrač Goodyear lige. U travnju 2005. Zagreb je odbio ponudu Tau Ceramice vrijednu 600,000 dolara što Tomasa čini vrlo nezadovoljnim i on najavljuje odlazak u Ameriku.

### Real Madrid i Fuenlabrada
Međutim, ostao je u Europi te zajedno s Igorom Rakočevićem otišao u madridski Real. U Realu je proveo četiri godine, ali nikada se nije prometnuo u startera. Kako nije u prve tri sezone dobio pravu priliku što zbog ozljeda, što zbog konkurencije, Tomas u sezoni 2007./08. odlazi na posudbu u ACB ligaša Fuenlabradu. Ondje je postao prvotimac i glavni nositelj igre španjolskog kluba. U sklopu 28. kola ACB lige, Tomas je u važnoj domaćoj pobjedi protiv Granade 86:82 u 38 minuta na parketu zabilježio 25 poena, četiri skoka, tri asistencije i dvije ukradene lopte. Zaradivši valorizaciju 37 postao je najbolji pojedinac čitavog kola španjolskog prvenstva. Dvicu jegađao 6/9, tricu 2/3, a bacanja savršenih 7/7, te je uz sve to iznudio osam prekršaja. Od kraja ožujka do početka travnja 2008. u pet je utakmica ubacio je barem 20 koševa i u pet utakmica je imao valorizaciju 28 ili veću. U prosjeku ubacivao 14.4 poena uz 3.4 skoka, 2.0 asista te ima prosječnu valorizaciju 15.5. U to vrijeme bio je 10. strijelac prvenstva i šesti najučinkovitiji igrač najjače lige u Europi, te je proglašen europskim košarkašem tjedna.
Odlična sezona natjerala je čelnike Reala da ga natrag pozovu u svoju momčad te se njegovoj četvrtoj sezoni očekivala potpuna afirmacija na ACB ligu. U sezoni 2008./09. ponovo je u igru ulazio s klupe, ali s malom minutažom te je u prosjeku u Euroligi ubacivao 5.2 poena, 1.7 skokova i 0.6 asistencija po utakmici. Njegov igrački status pod vodstvom trenera Plaze bio je najlošiji od dolaska u klub. Tijekom prosinca 2008. u dvadesetak odigranih utakmica samo na tri je dobio cijelih deset minuta igre, dok je uglavnom u igru ulazio na tri-četiri minute. Najbolju utakmicu sezone odigrao je u 4. kolu Eurolige protiv Maccabija u Tel Avivu, kojima je ubacio 18 poena što je značilo i poravnanje najboljeg euroligaškog učinka u karijeri. Nakon te utakmice najavio je odlazak iz Reala.
Završetkom sezone novi trener Reala Ettore Messina najavio je da ne računa na njega u novoj sezoni i da može potražiti novi klub. Pokušao je ishoditi slobodne papire za pronalazak novog kluba, međutim uprava kluba nije ga htijela pustiti bez odštete i pokušali su ga u raznim kombinacijama zamijeniti za neke igrače u CB Estudiantes i Joventut. Kako zamjene nisu uspjele Tomas je dobio slobodne papire. 

### Cibona Zagreb
Tijekom cijelog ljeta 2009. godine uz još neke španjolske klubove Cibona je bila najupornija u njegovom dolasku, a 20. rujna 2009. službeno je potpisao ugovor s hrvatskim euroligašem. U dresu Cibone debitirao je u sklopu završnih priprema za početak regionalne NLB lige protiv Zaboka. Cibona je slavila laganom pobjedom 83:58, a Tomas se predstavio treneru i publici s okruglih deset koševa.  U regionalnu NLB ligu krenuo je odlično te je postao prva violina Cibosa. U derbiju 2. kola protiv Partizana u Beogradu predvodio Cibonu s 22 poena i pet skokova. Bio je najkorisniji je igrač petog kola NLB lige u sjajno odigranoj utakmici u Vršcu gdje je Cibona nakon produžetka svladala Hemofarm s 96:94. Tomas je bio prvi igrač “vukova” s 32 poena (šut za dva poena 5-6, za tricu 4-8) i devet skokova. Odlične igre tijekom prvog dijela sezone donijele su mu nastup na hrvatskom All-Staru u Belom Manastiru, gdje je bio kapetan momčadi Sjevera.

### Fenerbahçe Ülker
Tijekom ljeta 2010. godine, Tomas je potpisao dvogodišnji ugovor s istanbulskim Fenerbahçeom.

### Cedevita Zagreb
Nakon dvije godine u Turskoj Tomas se vraća u Zagreb, ali ovaj put u KK Cedevita. S klubom osvaja dva naslova prvaka, ali u posljednjoj sezoni Marko muku muči s ozljedama zbog čega ima sve manje nastupa. Upravo zbog toga Cedevita i Tomas odlučuju se na rastanak te Tomas odlazi u Tursku.

## Vanjske poveznice
- Profil na NLB.com
- Profil na Euroleague.net